# 剪紙

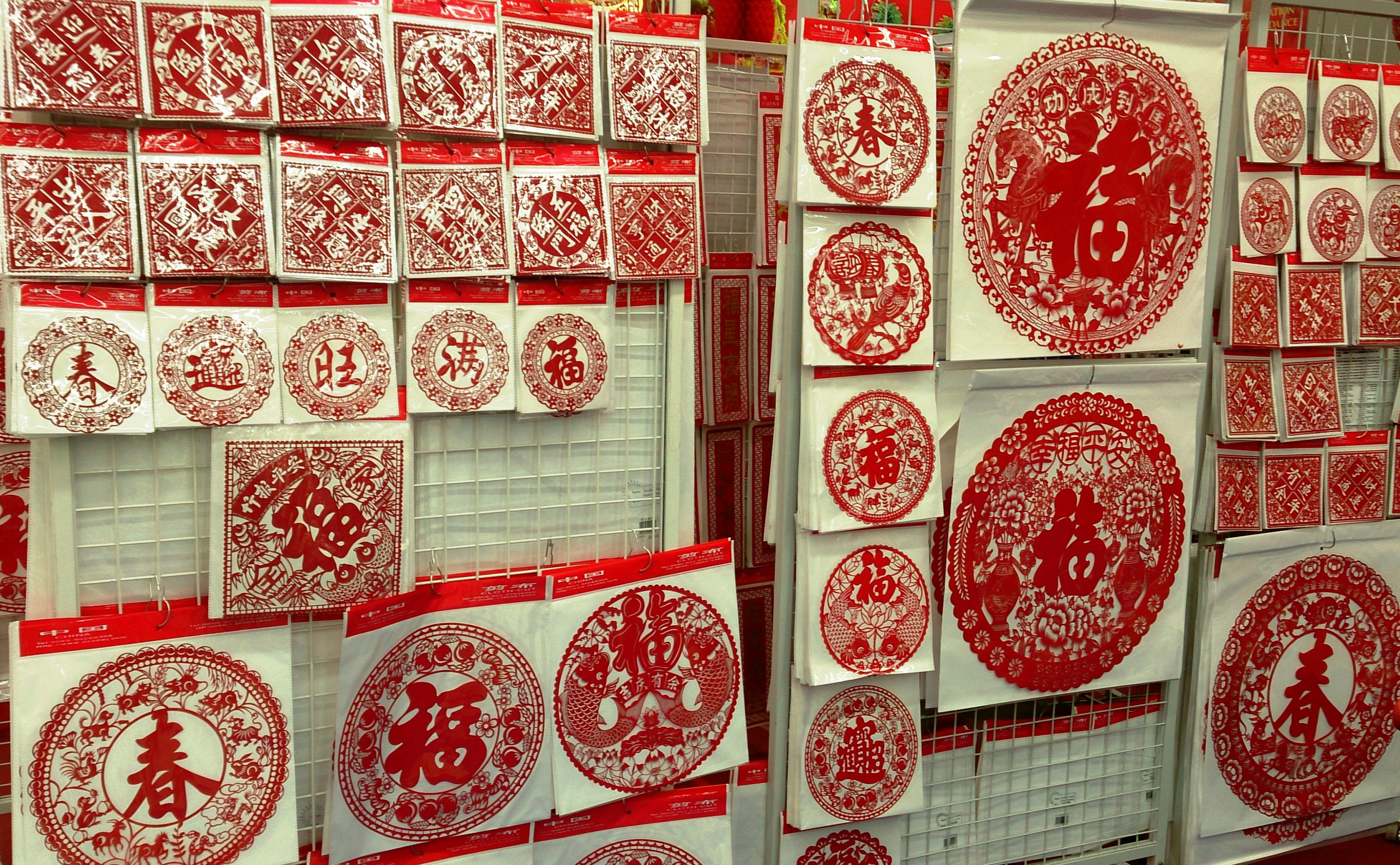

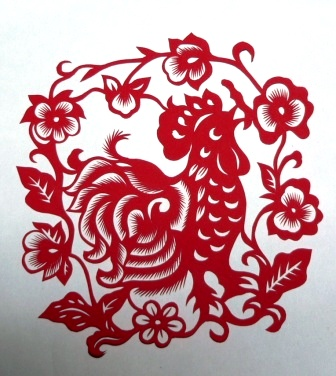
鶏の造形の剪紙

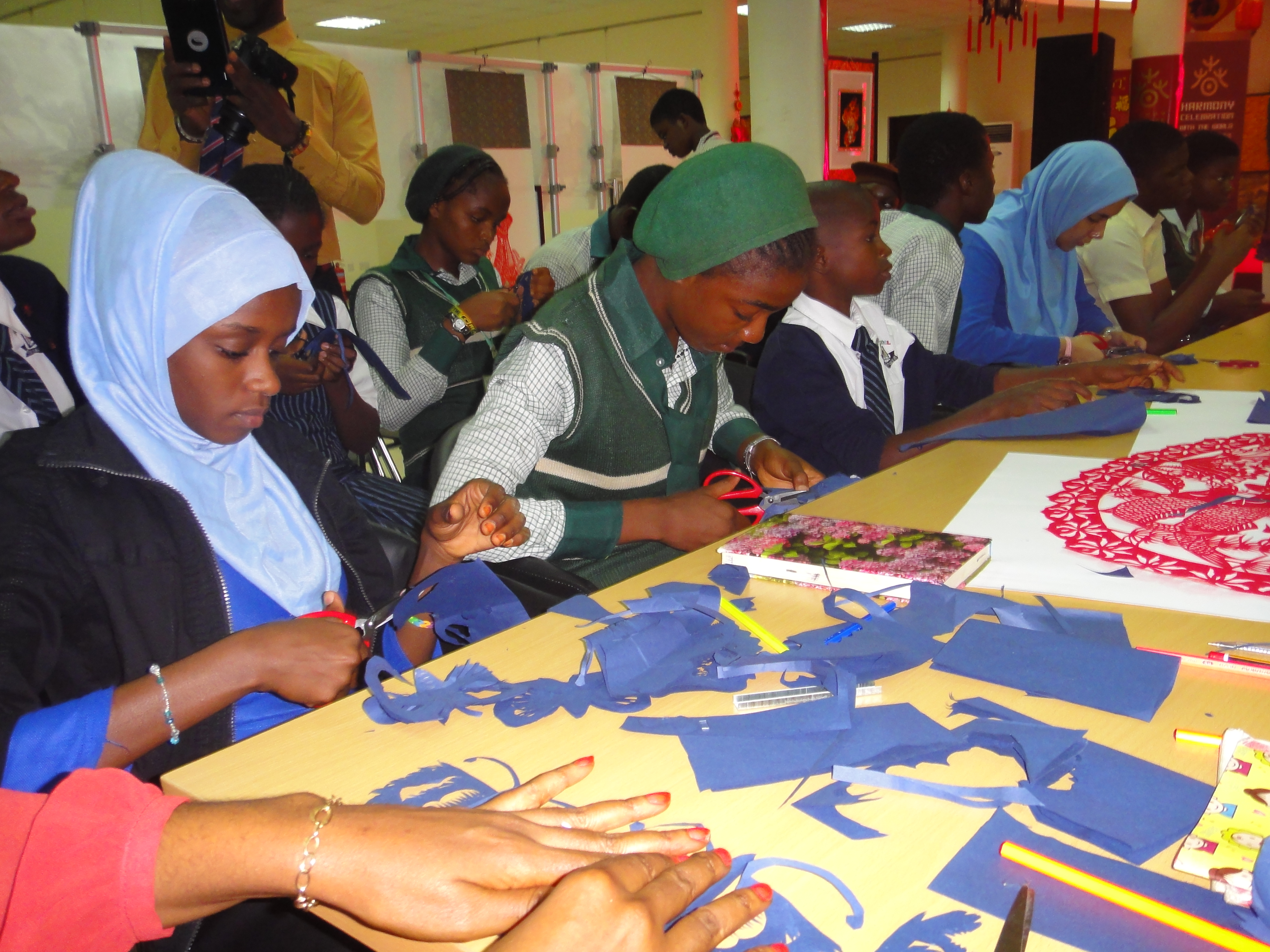
中国文化センターで剪紙を習うナイジェリアの学生

剪紙（せんし、jiǎnzhǐ ジエン・ジー）は、中国の伝統的な民間芸術の切り絵細工である。黄河流域を代表例として、中国各地で作られており、地方により作風や題材、作り方、使われ方が異なるが、一般的には、花や動物、日常風景や生活習慣、物語などの図案を紙にハサミで切ったものが剪紙と呼ばれる。これに対し、小刀で切り出される切り紙細工を、特に「刻紙
（クヮ・ジー）と呼ぶが、こちらは職人が商品として発展させてきたものである。

## 概説
窓や天井、門、梁などの居住空間や、提灯、器などの生活用具に貼り、日常の装飾品としてや、春節（旧正月）に窓の障子紙やガラスに貼る「窓花（そうか）」、婚礼の品々を飾る「喜花」、元宵節（旧暦の1月15日）の時に提灯に貼る「灯花」、まんじゅう・卵などの贈り物に貼る「礼花」として使われる。かつては、刺繍の図案としても使われていた。剪紙の図案の中には、様々な寓意が込められており、中国の伝統的な考え方や民族、文化を垣間見ることができ、中国の人々の生活に深く根付いている。かつては、女性とりわけ農村の女性にとって花嫁修業の一つだったとの伝承もある。

## 歴史
その起源は古く、南北朝時代には絹や金箔に四季折々の模様を刻んで髪に飾る「花勝」の習慣があったことが南朝梁の『荊楚歳時記』に見ることができる。一方、紙の普及とともに紙を素材とする剪紙も各地に広がっていった。新疆ウイグル自治区の阿斯塘奈（アスターナ）墓群からは「章和11年」（541年）という高昌国時代の年号が記された剪紙が発見されている。明・清代になりようやく庶民の生活の中に根を下ろし、「民間剪紙」として農村の女性によって作られ発展してきた。その理由として、剪紙が刺繍の型紙の役割を持っていたということがある。刺繍の模様のことを花様（ホァヤン）という。この花様はさらに分かれ、帽花（マオホァ）は帽子の刺繍の型紙に、兜肚花（ドゥドゥホァ）は子供の腹掛けの刺繍の型紙に、枕頭花（ジェントンホァ）は枕の両端に刺繍する型紙になる。

## 剪紙が作られる代表的な土地と作風
剪紙が作られる代表的な土地は、中国の民間芸術の宝庫とも呼ばれる陝西省・甘粛省・山西省・山東省・河北省などの黄河流域、安徽省・江蘇省・浙江省などの長江流域、遼寧省、吉林省、黒龍江省の東北地方、福建省、広東省などの華南地方、貴州省・雲南省の少数民族地域である。土地により作風に特徴があり、大きく分けると北方は素朴な味わいをもつのに対し、南方は繊細さがあるとされる。

## 剪紙の意匠と寓意
剪紙の意匠には花・果物・野菜・鳥・動物をモチーフにするものは、それぞれ意味があり、様々な寓意に満ちている。

### 花・果物・野菜
- 「牡丹」牡丹は中国の国花であり、富貴の象徴として様々な吉祥図案に用いられる[6]。
- 「蓮」蓮は「連」と同じ発音で絶え間なく生命が流れて行くという寓意をもつ[6]。
- 「石榴」石榴は、果肉にくるまれた沢山の種があることから、子沢山を意味する吉祥物とされている[7]。
- 「桃」長寿の象徴である。中国神話の仙女「西王母」は一口食べると寿命が600年延びるという伝統の桃を育てているといわれている[7]。
- 「白菜」白菜は「発財（財産を生む）」と発音が似ているため、金運の縁起物として人気がある。民間剪紙では、子孫繁栄の意味でよく使われる[8]。

### 鳥
- 「カササギ」カササギは鳴き声が美しいため、喜びごとの前兆とされる[9]。
- 「鴛鴦（オシドリ）」鴛鴦は、中国でも仲の良い幸せな夫婦の象徴である[10]。

### 動物
- 「獅子」獅子は、百獣の王であり、邪気を払う魔除けの意味をもつ[11]。
- 「象」象は、吉祥の「祥」と発音が似ていることと、鼻が如意の形に似ていることから「万事如意（何事も思い通りに進む）」の寓意もある[12]